# Кулмани
Кулма́ни (рос. Кулманы) — присілок у складі Шегарського району Томської області, Росія. Входить до складу Побєдинського сільського поселення.

## Населення
Населення — 34 особи (2010; 73 у 2002).
Національний склад (станом на 2002 рік):
- росіяни — 96 %